# هوغو فيرا أوفييدو
هوغو فيرا أوفييدو (بالإسبانية: Hugo Vera Oviedo)‏ هو لاعب كرة قدم باراغواياني في مركز الدفاع، ولد في 1991 في أسونسيون في باراغواي. لعب مع أوليمبيا أسونسيون.

## وصلات خارجية
- هوغو فيرا أوفييدو على موقع قاعدة بيانات كرة القدم.إي يو (الإنجليزية)
- هوغو فيرا أوفييدو على موقع Soccerway.com (الإنجليزية)